# Djursholm
Djursholm – miasto w Szwecji, siedziba gminy Danderyd w regionie Sztokholm. Miasto uzyskało prawa miejskie w 1913 roku.
Siedzibę ma tu Nuncjatura Apostolska w Szwecji.

## Ludzie związani z Djursholm
- Viktor Rydberg(inne języki) – pisarz, poeta
- Natanael Beskow – teolog, pisarz, mąż Elsy Beskow
- Verner von Heidenstam – pisarz, laureat literackiej Nagrody Nobla
- Elsa Beskow – artystka, ilustratorka książek, żona Natanaela Beskowa
- Alice Tegnér – autorka piosenek dla dzieci
- Johan Banér – szwedzki feldmarszałek z okresu wojny trzydziestoletniej
- Hannes Alfvén – fizyk i astrofizyk szwedzki, laureat Nagrody Nobla w dziedzinie fizyki
- Gösta Mittag-Leffler – matematyk
- Marie Fredriksson – piosenkarka, członkini zespołu Roxette
- Björn Ulvaeus – muzyk, członek zespołu ABBA
- Wonna I de Jong – biznesmenka